# 山野博史
山野 博史（やまの ひろし 1946年 - ）は、日本の書誌学者・政治学者。専門は書誌学、日本政治史。関西大学法学部特別契約教授、名誉教授。1971年京都大学法学部卒、1976年同大学院法学研究科政治学専攻博士課程修了。法学修士（京都大学）。

## 人物
三宅雪嶺、司馬遼太郎に詳しい。いしいひさいちのファンでもあり、『文藝別冊 総特集・いしいひさいち 仁義なきお笑い』において、「いしいひさいち博覧会」と題していしい関連のコレクションを発表している。

## 著書

### 単著
- 『本は異なもの味なもの』（潮出版社、1996年）
- 『発掘　司馬遼太郎』（文藝春秋、2001年）
- 『人恋しくて本好きに』（五月書房、2006年）
- 『司馬さん、みつけました。』（和泉書院、2018年）

### 共著
- （谷沢永一・加地伸行）『三酔人書国悠遊』（潮出版社、1993年）
- （谷沢永一）『知的生活の流儀――人生の深め方について』（PHP研究所、1998年）

### 共編著
- 薄田泣菫 『泣菫随筆』（谷沢永一と、冨山房百科文庫、1993年）
- 開高健 『われらの獲物は、一滴の光り』（谷沢永一と、ロングセラーズ、2009年）
- 開高健 『ポ・ト・フをもう一度』（ロングセラーズ、2012年） 続編

### 共訳書
- ロナルド・A・モース（岡田陽一）『近代化への挑戦――柳田国男の遺産』（日本放送出版協会、1977年）
- ウォルト・ロストウ（高坂正堯・戸部良一）『政治と成長の諸段階（上・下）』（ダイヤモンド社、1975年）

## 栄典
- 2025年4月 - 瑞宝小綬章[1]